# Salticus proszynskii
Salticus proszynskii là một loài nhện trong họ Salticidae.
Loài này thuộc chi Salticus. Salticus proszynskii được Dmitri Viktorovich Logunov miêu tả năm 1992.